# Nieuw-Zeelandse Gebarentaal
De Nieuw-Zeelandse Gebarentaal (NZSL, Engels: New Zealand Sign Language; Maori: Te Reo Rotarota) is een taal die door de dovengemeenschap (circa 9.000) in Nieuw-Zeeland gebruikt wordt. De Nieuw-Zeelandse gebarentaal heeft zijn wortels in de Britse gebarentaal. Er zijn 62,5% overeenkomsten gevonden in Britse gebarentaal. Net als andere natuurlijke gebarentalen, werd het ontworpen door en voor dove mensen, zonder taalkundige verbinding met een gesproken of geschreven taal. De taal maakt gebruik van lippatronen in combinatie met bewegingen van hand en gezicht.